# Ulrich Blöcher
Ulrich Blöcher (* 1973 in Villingen-Schwenningen) ist ein deutscher Schauspieler und Sprecher.

## Leben
Blöcher wuchs in seiner Geburtsstadt Villingen-Schwenningen auf. Er studierte von 1998 bis 2002 Schauspiel an der Hochschule für Schauspielkunst „Ernst Busch“ in Berlin. Während seiner Ausbildung trat er in ersten Rollen am Berliner Maxim Gorki Theater und am bat-Studiotheater auf.
Nach seinem Schauspielstudium hatte er zunächst ein Engagement am Neuen Theater Halle (2002), wo er als Bräutigam in Kleinbürgerhochzeit auftrat. Es folgte von 2003 bis 2005 ein Engagement am Caroussel Theater Berlin mit Rollen wie Pilot in Der kleine Prinz, Tempelherr in Nathan der Weise und Benvolio in Romeo und Julia. In den Jahren 2005/06 war er am Staatstheater Cottbus unter Vertrag und spielte dort u. a. den Marquis von Posa in Don Karlos und den Bassanio in Der Kaufmann von Venedig. An der Neuen Bühne Senftenberg, wo er von 2006 bis 2008 engagiert war, trat er u. a. als Ossip in Der Revisor (Regie: Ursula Karusseit) und als Hofmarschall von Kalb in Kabale und Liebe auf.
In den Jahren 2009 und 2011 war er mit Stückverträgen am Theater Konstanz engagiert, wo er den schottischen Edelmann Lenox in Macbeth und den jugendlichen Liebhaber Armand Duval in Die Kameliendame spielte. 2012 gastierte er als spanischer Hauptmann Pedro de Alvarado in Der weiße Heiland am Theater Greifswald/Stralsund. In den Jahren 2012 und 2013 trat er bei den Freiluftspielen Waren (Sommertheater Waren) als Wolf von Warentin in der Müritz-Saga auf.
Von 2013 bis 2015 war er festes Ensemblemitglied am Schauspielhaus Chemnitz, wo er u. a. in Stücken von Woody Allen, Ray Cooney, Antoine Rault und Jean Anouilh (als Inquisitor in Jeanne oder Die Lerche) zu sehen war. Seit 2015 ist er freischaffend als Schauspieler tätig.
Seit 2003 steht Blöcher auch für Film und Fernsehen vor der Kamera. In Dominik Grafs Kinofilm Die geliebten Schwestern (2014) spielte er den Schiller-Verleger Johann Friedrich Cotta. In dem Fernsehfilm Käthe Kruse (Erstausstrahlung: 2015) war er in einer kurzen Theaterszene als ein junger Berliner Schauspielkollege aus Käthe Kruses Anfangsjahren als Schauspielerin zu sehen. Im Schwarzwald-Tatort Die Blicke der Anderen (2022) spielte er den Geliebten und Vorgesetzten einer tatverdächtigen jungen Frau (Lisa Hagmeister).
Er hatte außerdem Episodenrollen in den Fernsehserien SOKO Wismar (2007, als Täter Udo Zilowski), In aller Freundschaft (2012, als Klassenlehrer Michael Wolf), Schloss Einstein (2013, als Frettchenzüchter Biesenthal) und Heiter bis tödlich: Akte Ex (2013, als Taxifahrer Roland Hässler). In der ZDF-Serie SOKO Leipzig war er mehrfach in verschiedenen Episodenrollen zu sehen. In der 11. Staffel der ZDF-Serie Notruf Hafenkante (2016) übernahm er eine Episodenrolle als Imbissbuden-Besitzer Volker Uhlmann, der in mehrere Einbrüche verwickelt ist. Im SWR-Tatort: Die Blicke der Anderen (2022) spielte er den Kleinstadtbürgermeister Sebastian Kirchner, der sich in tiefe Schuld verstrickt.
Blöcher arbeitet mittlerweile in erster Linie als Sprecher, u. a. für Dokumentarfilme, Radioproduktionen, Hörspiele und Hörbücher sowie als Synchronschauspieler.
Blöcher ist Mitglied im Bundesverband Schauspiel (BFFS) und lebt in Berlin.

## Filmografie (Auswahl)
- 2004: Sperling – Sperling und die letzte Chance (Fernsehreihe)
- 2007: SOKO Wismar (Fernsehserie, Folge: Tod einer Nachbarin)
- 2009: SOKO Leipzig (Fernsehserie, Folge: Masernparty)
- 2011: Die Geschichte Mitteldeutschlands: Liebe im Mittelalter – Die Skandale des echten Tannhäuser (Doku-Serie)
- 2012: In aller Freundschaft (Fernsehserie, Folge: Schlüsselmomente)
- 2013: SOKO Leipzig (Fernsehserie, Folge: Das Monster)
- 2013: Schloss Einstein (Fernsehserie, eine Folge)
- 2013: Heiter bis tödlich: Akte Ex (Fernsehserie, Folge: Verlorene Nacht)
- 2014: Die geliebten Schwestern (Kinofilm)
- 2015: Käthe Kruse (Fernsehfilm)
- 2016: Notruf Hafenkante (Fernsehserie, Folge: Letzte Worte)
- 2017: Der Zauberlehrling (Fernsehfilm)
- 2017: Tatort: Der rote Schatten (Fernsehreihe)
- 2019: Nachtschwestern (Fernsehserie, Folge: Herzversagen)
- 2020: Min fars krig (Fernsehserie, Folge: Besættelsen)
- 2022: Tatort: Die Blicke der Anderen (Fernsehreihe)
- 2023: SOKO Leipzig (Fernsehserie, Folge: Ich sehe Dich)
- 2024: Blutige Anfänger (Fernsehserie, Folge: Schlangengrube)

## Synchronisation
- 2016: Richard Dixon in Victoria als Lordkanzler
- 2025: Alastair Duncan in Death Stranding 2: On the Beach als The President